# Salvatore Sciarrino
Salvatore Sciarrino est un compositeur et interprète italien, né le 4 avril 1947 à Palerme.

## Biographie
Avant d'enseigner dans plusieurs conservatoires italiens (Pérouse, Milan, Florence), ce musicien autodidacte a bénéficié d'un véritable apprentissage auprès de Turi Belfiore et Antony Titone. De 1977 à 1980, il a été nommé à la tête du Teatro Comunale de Bologne. 
En 2002, son Lohengrin est présenté avec succès à la Cité de la musique à Paris.
En 2003, plus de 150 saxophonistes ont participé à Paris, au musée d'Orsay, à l'exécution d'une de ses œuvres, La Bouche, les Pieds, le Son (manifestation filmée par la chaîne de télévision française France 3).
Créé en mai 2006 à Schwetzingen, son opéra Da gelo a gelo (« D'un hiver l'autre ») — suite de cent scènes courtes extraites du journal d'Izumi Shikibu, courtisane poétesse japonaise ayant vécu vers la fin du Xe siècle — est présenté en mai-juin 2007 à l'Opéra de Paris (Palais Garnier), sous la direction musicale de Tito Ceccherini, dans une mise en scène de la chorégraphe américaine Trisha Brown. 
Sciarrino s'intéresse tout particulièrement à la transcription, et spécialement pour le quatuor de saxophones. Il préfère cependant le mot d'« élaborations » plutôt que de transcription.
Certains quatuors de saxophones comme Xasax ou Lost Clouds insèrent parfois ses élaborations, conçues à partir d'œuvres de Bach, Carlo Gesualdo, Domenico Scarlatti ou Mozart, au programme de leurs concerts.
Le musicien italien Stefano Scodanibbio considère Salvatore Sciarrino comme un créateur « fondamental », une authentique « référence » pour la période contemporaine.
Il est élu membre de l'Académie des arts de Berlin en 2004.
Il est membre du jury du prix de composition Tōru-Takemitsu en 2011

## Discographie
- Pagine & Canzoniere da Scarlatti, pour quatuor de saxophone, quatuor Xasax, Zig Zag Territoires, 2003